# عبدالواحد عزیز
عبدالواحد عزیز (عربی: عبدالواحد عزیز؛ ۱ ژانویه ۱۹۳۱ – ۱ ژانویه ۱۹۸۲) یک وزنه‌بردار اهل عراق بود.
از افتخارات وی می‌توان به کسب مدال برنز وزن -۶۷٫۵ کیلوگرم در بازی‌های المپیک تابستانی ۱۹۶۰ اشاره کرد.